# Clofibride
Clofibride là một fibrate.